# District Toerkmenski
District Toerkmenski (Russisch: Туркме́нский райо́н) is een district in het noorden van de Russische kraj Stavropol. Het district heeft een oppervlakte van 2.612 vierkante kilometer en een inwonertal van 25.948 in 2010. Het administratieve centrum bevindt zich in Letnyaya Stavka.
Bestuurlijk centrum: Stavropol

Steden: Blagodarny · Boedjonnovsk · Georgiejevsk · Ipatovo · Izobilny · Jessentoeki · Kislovodsk · Lermontov · Michajlovsk · Mineralnye Vody · Neftekoemsk · Nevinnomyssk · Novoaleksandrovsk · Novopavlovsk · Pjatigorsk · Svetlograd · Zelenokoemsk · Zjeleznovodsk

Districten: Aleksandrovski · Andropovski · Apanasenkovski · Arzgirski · Blagodarnenski · Boedjonnovski · Georgiejevski · Gratsjovski · Ipatovski · Izobilnenski · Kirovski · Koerski · Kotsjoebejevski · Krasnogvardejski · Levokoemski · Mineralovodski · Neftekoemski · Novoaleksandrovski · Novoselitski · Petrovski · Predgorni · Sjpakovski · Sovetski · Stepnovski · Toerkmenski · Troenovski